# Asoriba
Asoriba est une  entreprise technologique et une application mobile qui met en relation les églises chrétiennes évangéliques et les fidèles. Son siège est situé à Accra, au Ghana.

## Histoire
Diplômés de l’école Meltwater Entrepreneurial School of Technology à Accra en 2014, Patrick Ohemeng Tutu, Jesse Johnson, Nana Agyemang-Prempeh, Saviour Dzage ont l’idée d’une application de mise en relation des églises et des fidèles.  En 2015, ils fondent  Asoriba . Le nom de l’entreprise signifie enfant de l’Église en Twi , . En avril 2016,  elle fait partie des 10 entreprises sélectionnées parmi 450 entreprises du monde par Techstars, pour un programme d’accélérateur de startup de 3 mois .  En juin 2016, elle compte 395 églises partenaires au Ghana, Kenya, Afrique du Sud, Nigeria et aux États-Unis, ainsi que 30,000 fidèles inscrits . En octobre 2016, Asoriba devient partenaire du nigérian Interswitch, pour permettre les dons via le transfert d’argent mobile
.  En 2017, elle compte 1,100 églises partenaires au Ghana, Kenya, Afrique du Sud, Nigeria et aux États-Unis, ainsi que 69,000 fidèles inscrits .

## Application
Pour les fidèles, l’application permet d’avoir accès au compte de leurs églises et ainsi recevoir des messages textes, audios ou vidéos, visualiser l’agenda et effectuer des dons,
.

## Logiciel
Pour les églises, le logiciel permet la communication avec les membres et la gestion financière .